# Big Trout Lake
Big Trout Lake – jezioro w kanadyjskiej prowincji Ontario. Jego powierzchnia wynosi około 620 km². Na wyspie Post Island znajduje się indiańskie osiedle i rezerwat Kitchenuhmaykoosib Inninuwug (dawniej nazywane również Big Trout Lake First Nation).
Dawniej jezioro nazywane było Fawn Lake. Później używano nazwy Trout Lake. W 1793 roku Kompania Północno-Zachodnia założyła punkt handlowy na wschodnim brzegu jeziora. W 1830 podobny punkt, ale na Post Island, założyła Kompania Zatoki Hudsona.
Na jeziorze znajdują się dwie duże wyspy: Post Island i Big Island – oraz wiele małych. W zachodniej części jeziora wpływa do niego rzeka Fawn, która wypływa z niego w kierunku północnym ze wschodniego krańca.